# Tameike-Sannō (metropolitana di Tokyo)
La stazione di Tameike-Sannō (溜池山王駅?, Tameike-Sannō-eki) è una stazione della metropolitana di Tokyo che si trova a Chiyoda. La stazione è servita da tre linee della Tokyo Metro ed è collegata alla stazione di Kokkai Gijido-mae da un corridoio sotterraneo. La stazione prende il nome da una riserva (tameike) che un tempo si trovava nell'area.